# Fronteira Chipre–Reino Unido
A fronteira entre o Chipre e o Reino Unido é o conjunto das duas fronteiras entre o Chipre e as duas Bases Britânicas Soberanas encravadas no território cipriota. As bases são Acrotíri e Deceleia, que ficam na costa sul da ilha de Chipre, Acrotíri ficando a oeste, nas proximidades do porto de Limassol; Deceleia fica cerca de 70 km a leste, nas proximidades de Famagusta e Lamaca.
Essas bases militares da antiga potência colonial foram mantidas pelo Tratado de 1960' entre Cipriotas, Gregos e Britânicos, quando da criação da República Cipriota. A base Decélia fica no extremo leste da fronteira entre Chipre do Norte (área da etnia turca e o sul do país (área da etnia grega).